# Filip I Orleański
Filip I Orleański (ur. 21 września 1640 w Saint-Germain-en-Laye, zm. 8 czerwca 1701 w Saint-Cloud), zwany Monsieur, książę orleański. Młodszy syn króla Francji Ludwika XIII i Anny Austriaczki, córki króla Hiszpanii Filipa III, brat króla Francji Ludwika XIV. 
Założyciel czwartego kapetyńskiego rodu orleańskiego.

## Tytuły
Monsieur, jedyny brat króla, syn Francji, książę Andegawenii, później książę Orleanu (od 1660 r.), de Chartres (od 1660 r.), de Valois (od 1660 r.), de Nemours (od 1672 r.), de Montpensier (od 1693 r.), de Châtellerault (od 1693 r.), de Saint-Fargeau (od 1693 r.) i de Beaupréau (od 1693 r.), par Francji.
Delfin Owernii (od 1693 r.) i książę de Dombes (od 1693 r.), książę de Joinville (od 1693 r.), hrabia de Dourdan i de Romorantin (od 1672 r.), hrabia de Mortain (od 1693 r.), hrabia de Bar-sur-Seine (od 1693 r.), wicehrabia d’Auge i de Domfront (od 1693 r.), markiz de Coucy i de Folembray (od 1672 r.), markiz de Mézières (od 1693 r.), baron de Beaujolais (od 1693 r.), pan de Montargis (od 1660 r.), kawaler Orderu Świętego Ducha (od 8 czerwca 1654 r.).

## Życiorys
Od urodzenia nosił tytuł księcia d'Anjou (Andegawenii), odebrał również wszechstronne wykształcenie. Jednym z jego nauczycieli był François de La Mothe Le Vayer.

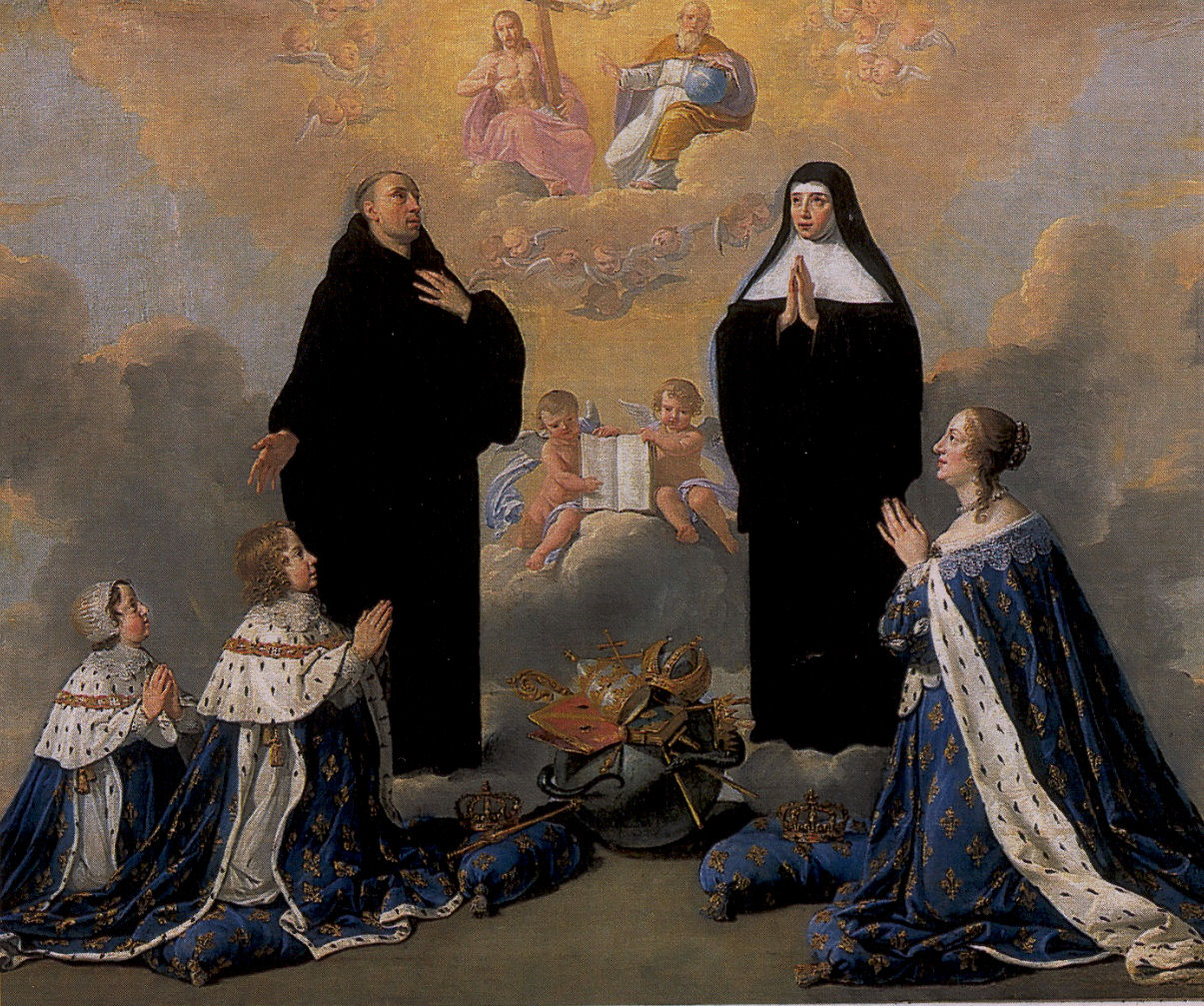
Od lewej: Filip, Ludwik XIV i Anna Austriaczka

Mianowany w 1661 r. księciem Orleanu i Valois, w 1672 r. księciem Nemours, a w 1695 r. księciem Montpensier, Filip był ponadto znakomitym wodzem. Często dowodził swojej odwagi i militarnych zdolności na polu bitwy. W 1667 r. brał udział w ataku wojsk francuskich na hiszpańskie Niderlandy podczas wojny dewolucyjnej. Został jednak odwołany z powrotem na dwór królewski zaraz po zakończeniu wojny. W 1672 r. ponownie stanął na czele armii. 11 kwietnia 1677 r. odniósł wielkie zwycięstwo w bitwie pod Cassel i zdobył Saint-Omer. Król Ludwik stał się podobno zazdrosny o sukcesy brata i odwołał go z frontu. Do końca życia książę nie dowodził już wojskiem.

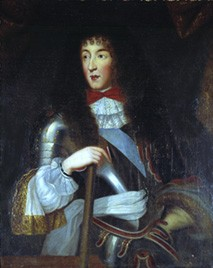
Książę Filip Orleański

Filip miał dwie żony (Henriettę Annę Stuart i Elżbietę Wittelsbach), ale powszechnie znana była jego homoseksualność. Jeszcze jako młodzieniec, pod koniec lat 50. XVII w. zakochał się w Filipie de Lorraine-Armagnac (Kawalerze Lotaryńskim). Później utrzymywał licznych faworytów, co napawało obrzydzeniem jego pierwszą żonę. Nienawidziła ona zwłaszcza Lorraine-Armagnaca i w styczniu 1670 r. uprosiła u króla uwięzienie kawalera w zamku niedaleko Lyonu. Lorraine-Armagnac był następnie więziony w twierdzy If, a następnie wygnany do Rzymu. Jednak już w lutym prośby i protesty księcia Orleanu sprawiły, że król pozwolił mu wrócić na dwór.
Księżna Henrietta Anna zmarła w czerwcu 1670 r., nie bez podejrzeń o otrucie. Jako potencjalnych trucicieli wskazywano kochanków jej męża. Filip ożenił się ponownie z Elżbietą Charlottą von Pfalz-Simmern. Druga żona patrzyła przychylniejszym okiem na upodobania męża, aczkolwiek dochodziło między nimi do kłótni na temat stałej obecności faworytów Filipa w ich rezydencji.
W 1692 r. nie protestował kiedy Ludwik XIV ożenił swoją nieślubną córkę Franciszkę Marię z synem Filipa, również Filipem. Kilka lat później jednak, kiedy Ludwik XIV zaczął krytykować jego syna, Filip wystąpił w jego obronie z takim zapałem, że kamerdyner królewski wszedł do sypialni Ludwika i zwrócił braciom uwagę, że ich krzyki słyszy cały dwór królewski. Był to podobno jedyny przypadek, kiedy ktoś podniósł głos na Króla Słońce. Filip zmarł wkrótce po tej awanturze.

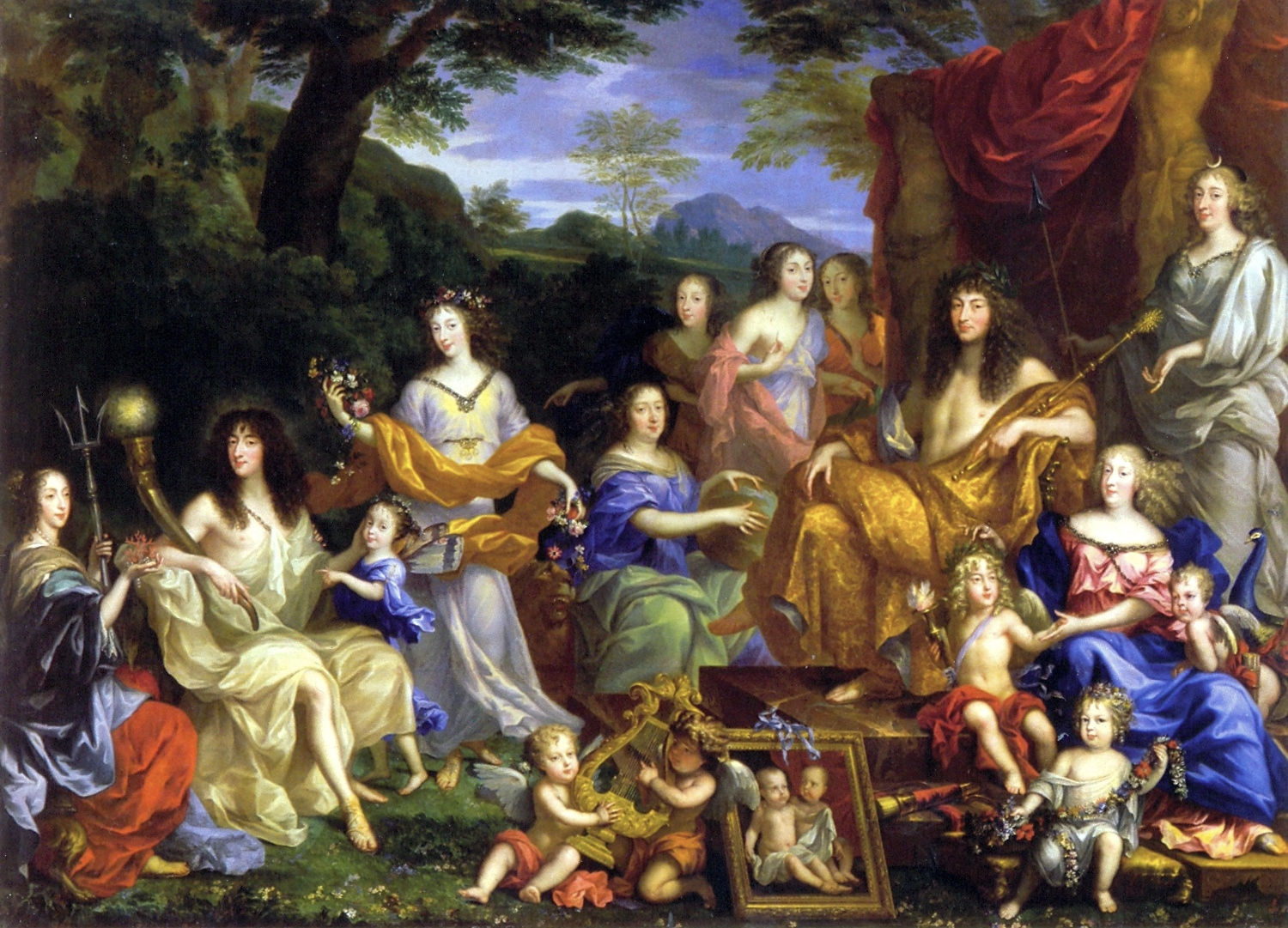
Rodzina Ludwika XIV. Filip: drugi z lewej

Filip był również kolekcjonerem sztuki oraz miał zmysł do interesów. Monsieur lubił dworskie życie, hazard, młodych mężczyzn i różne uroczystości. Pomimo iż liczne długi Filipa spłacał jego królewski brat, stosunki między Ludwikiem a Filipem były bardzo bliskie i bracia spędzali razem wiele czasu. Lojalność Orleańczyka nigdy nie była podawana w wątpliwość, co było wyjątkową postawą wśród francuskich książąt tej epoki. Postawę brata doceniał król Ludwik, który traktował Filipa, publicznie i prywatnie, z szacunkiem i wyrozumiałością.
Książę Orleanu zmarł w Saint-Cloud w 1701 r. w wyniku ataku apopleksji po kłótni z bratem.
Filip otrzymał od brata paryski Palais-Royal, który stał się siedzibą książąt Orleanu aż do czasów Wielkiej Rewolucji Francuskiej.

## Małżeństwa i potomkowie
31 marca 1661 w Paryżu poślubił Henriettę Annę Stuart, zwaną Minette (16 czerwca 1644 – 30 czerwca 1670), córkę króla Anglii i Szkocji Karola I i Henrietty Marii, córki króla Francji Henryka IV. Filip i Henrietta mieli razem syna i trzy córki:
- Marię Ludwikę (27 marca 1662 – 12 lutego 1689), żonę króla Hiszpanii Karola II
- Filipa Karola (16 lipca 1664 – 8 grudnia 1666), księcia de Valois
- córkę (ur. i zm. 9 lipca 1665), niektóre źródła podają, że urodziła się martwa
- Marię Annę (27 sierpnia 1669 – 26 sierpnia 1728), żonę króla Sardynii Wiktora Amadeusza II

Ponadto cztery ciąże księżnej zakończyły się poronieniami: w 1663, 1666, 1667 i 1668 r.
21 listopada 1671 r. poślubił Elżbietę Wittelsbach, zwaną Liselotte (27 maja 1652 – 8 grudnia 1722), córkę Karola Ludwika, elektora Palatynatu Reńskiego, i Charlotty, córki Wilhelma V, landgrafa Hessen-Kassel. Filip i Elżbieta mieli razem dwóch synów i córkę:
- Aleksandra Ludwika (2 czerwca 1673 – 16 marca 1676), księcia de Valois
- Filipa II (2 sierpnia 1674 – 2 grudnia 1723), księcia Orleanu i regenta Francji
- Elżbietę Charlottę (13 września 1676 – 23 grudnia 1744), pannę de Chartres, żonę księcia Lotaryngii Leopolda Józefa, matkę cesarza Franciszka I

## Wywód przodków
| 4. Henryk IV                                     |  |                     |  |  |            |
|                                                  |  | 2. Ludwik XIII      |  |  |            |
| 5. Maria Medycejska                              |  |                     |  |  |            |
|                                                  |  |                     |  |  | 1. Filip I |
| 6. Filip III Habsburg                            |  |                     |  |  |            |
|                                                  |  | 3. Anna Austriaczka |  |  |            |
| 7. Małgorzata Habsburg córka Karola Styryjskiego |  |                     |  |  |            |
|                                                  |  |                     |  |  |            |

## Filip w kulturze
Postać Filipa pojawia się w filmie Rolanda Joffé Vatel z 2000 r. W postać Filipa wcielił się Murray Lachlan Young. Film przedstawia księcia Filipa, jako homoseksualistę otoczonego kochankami. W jednej z pierwszych scen filmu książę irytuje tytułowego bohatera (granego przez Gerarda Depardieu), kiedy to proponuje pomocnikowi kuchennemu, Colinowi, przejście na swój dwór. Później jednak książę ostrzega Vatela przed spiskiem, jaki zawiązał przeciw niemu markiz de Lauzun.
Postać Filipa przedstawiono również we francuskim musicalu „Le Roi Soleil”, który miał swoją premierę w 2005 roku.
Filip Orleański jest także jedną z postaci w serialu „Wersal. Prawo krwi” z premierą w 2015 roku. W jego rolę wciela się Alexander Vlahos.